# Жиар, Альфред Матье
Альфред Матье Жиар (фр. Alfred Mathieu Giard; 8 августа 1846, Валансьен, Франция — 8 августа 1908, Орсе) — французский биолог.

## Биография
Родился Альфред Жиар 8 августа 1846 года в Валансьене. В 1878 года избран на должность профессора факультета естественных наук Лимского университета. Данную должность Альфред Жиар занимал до 1887 года. С 1887 по 1888 год занимал должность профессора в Высшей нормальной школы в Париже, а с 1888 по 1908 год занимал должность профессора в Высшей нормальной школе в Сорбонне.
Скоропостижно скончался в свой день рождения в 1908 году в Орсе в возрасте 62-х лет.

## Научные работы
Основные научные работы посвящены анатомии и эмбриологии морских беспозвоночных и паразитологии.
- Открыл и описал явление паразитарной кастрации, обусловленное обезвоживанием организма (ангидробиоз).
- Исследовал явление симбиоза, паразитизма.
- Проводил наблюдения над поведением животных.
- Один из первых пропагандистов эволюционного учения во Франции.

## Членство в организациях
- Член Парижской АН (1900).
- Член-корреспондент Петербургской АН c 09.12.1888 — Историко-филологическое отделение (по разряду восточной словесности).